# Lada Kalina
De Lada Kalina of VAZ 1118 (Russisch: Лада Калина / ВАЗ 1118) is een door AvtoVAZ ontwikkelde personenauto die van 2005 tot augustus 2018 werd geproduceerd in Toljatti, Rusland. De naam Kalina is afgeleid van de Russische benaming voor de plantensoort Gelderse roos.

## Eerste generatie
AvtoVAZ begon in 1993 met de ontwikkeling van een nieuwe compacte auto. Het eerste prototype verscheen in 1999; de officiële presentatie vond echter pas plaats in 2004. De productie van de vierdeurs sedan begon in 2005, een vijfdeurs hatchback (VAZ 1119) volgde in 2006. Eind 2007 kwam de combi-variant van de Kalina (VAZ 1117) beschikbaar. Vanaf juli 2008 werd de Kalina Sport in productie genomen, een 1119 met een sportonderstel.
Vanaf eind 2006 was de 1118 ook beschikbaar in Nederland, voorzien van een 1,6-liter benzinemotor met 82 pk en met een vanafprijs van 9.290 Euro. Standaard had de Kalina onder meer centrale deurvergrendeling met afstandsbediening, elektrisch bedienbare ramen voor en stuurbekrachtiging. Deze stuurbekrachtiging bleek aanvankelijk niet geheel probleemloos en zorgde bij veel Kalina's voor klachten, later werd een verbeterde stuurinrichting ingebouwd. In 2007 en 2008 volgden de 1119 en 1117 op de Nederlandse markt. In 2008 werd ook de 1,4-liter 16V benzinemotor (90 pk) geïntroduceerd. In 2011 werd de verkoop van Lada's in Nederland gestaakt; er waren er tot dat moment iets meer dan 100 verkocht.

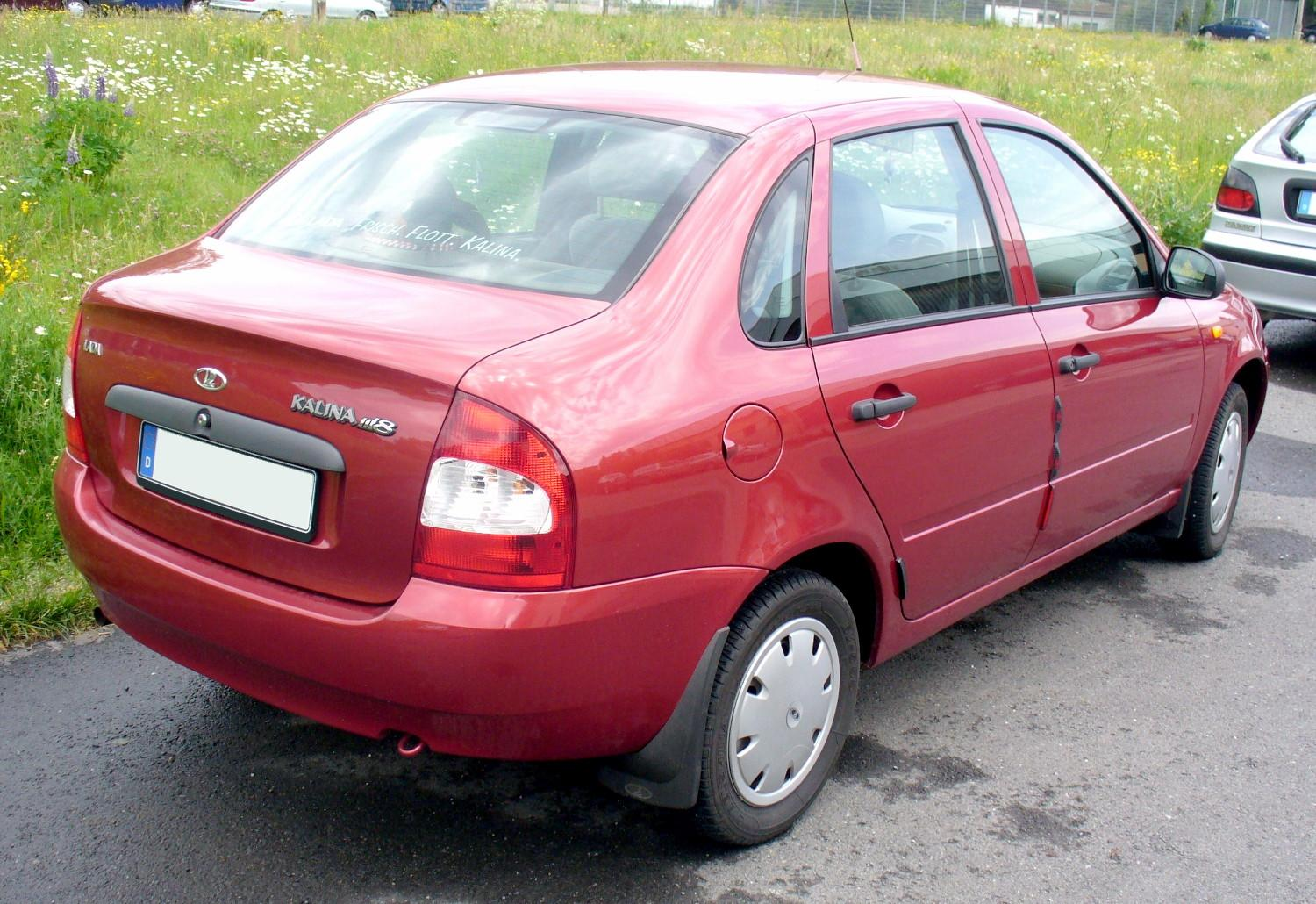
Kalina sedan (1118)
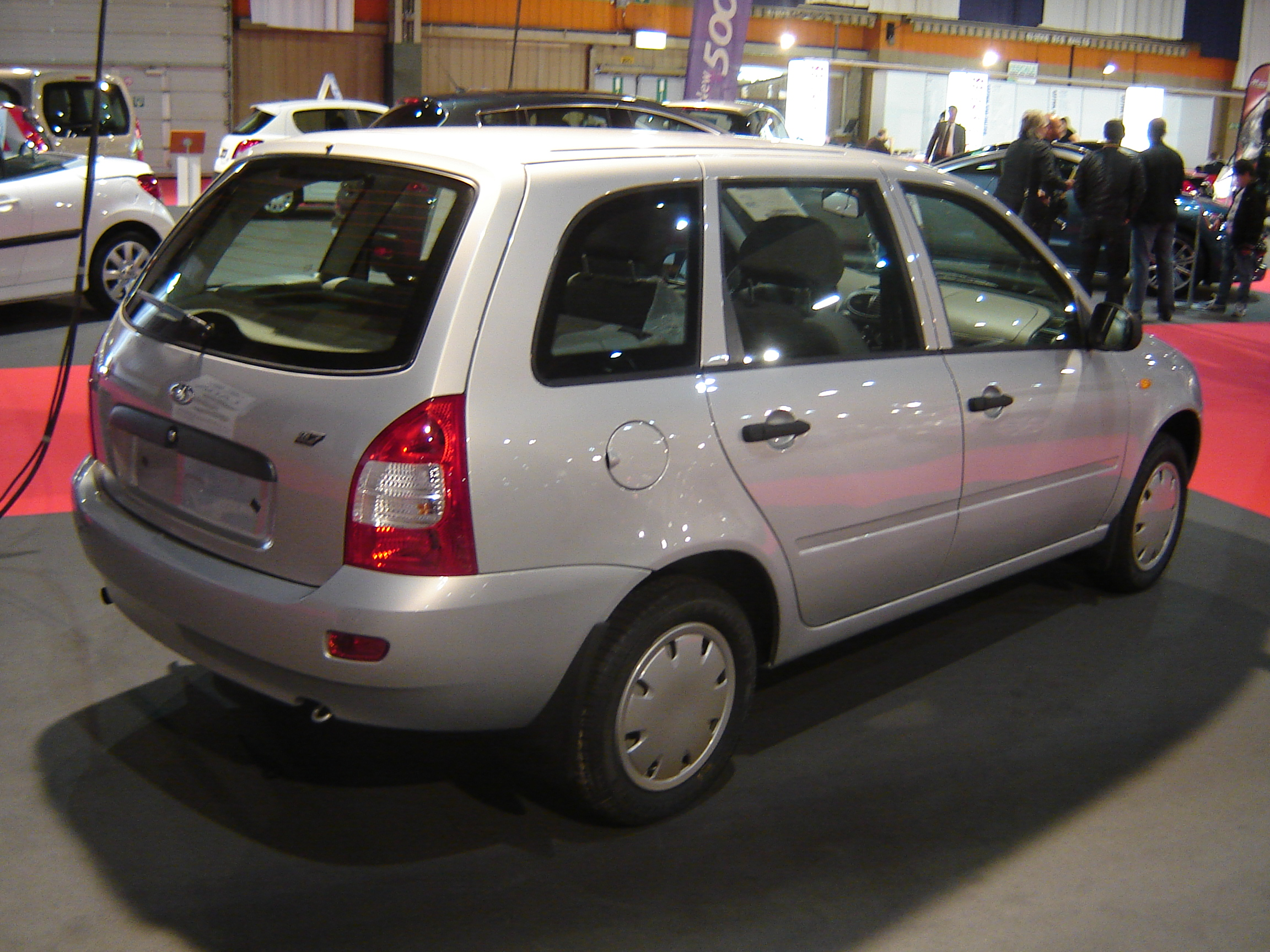
Kalina combi (1117)
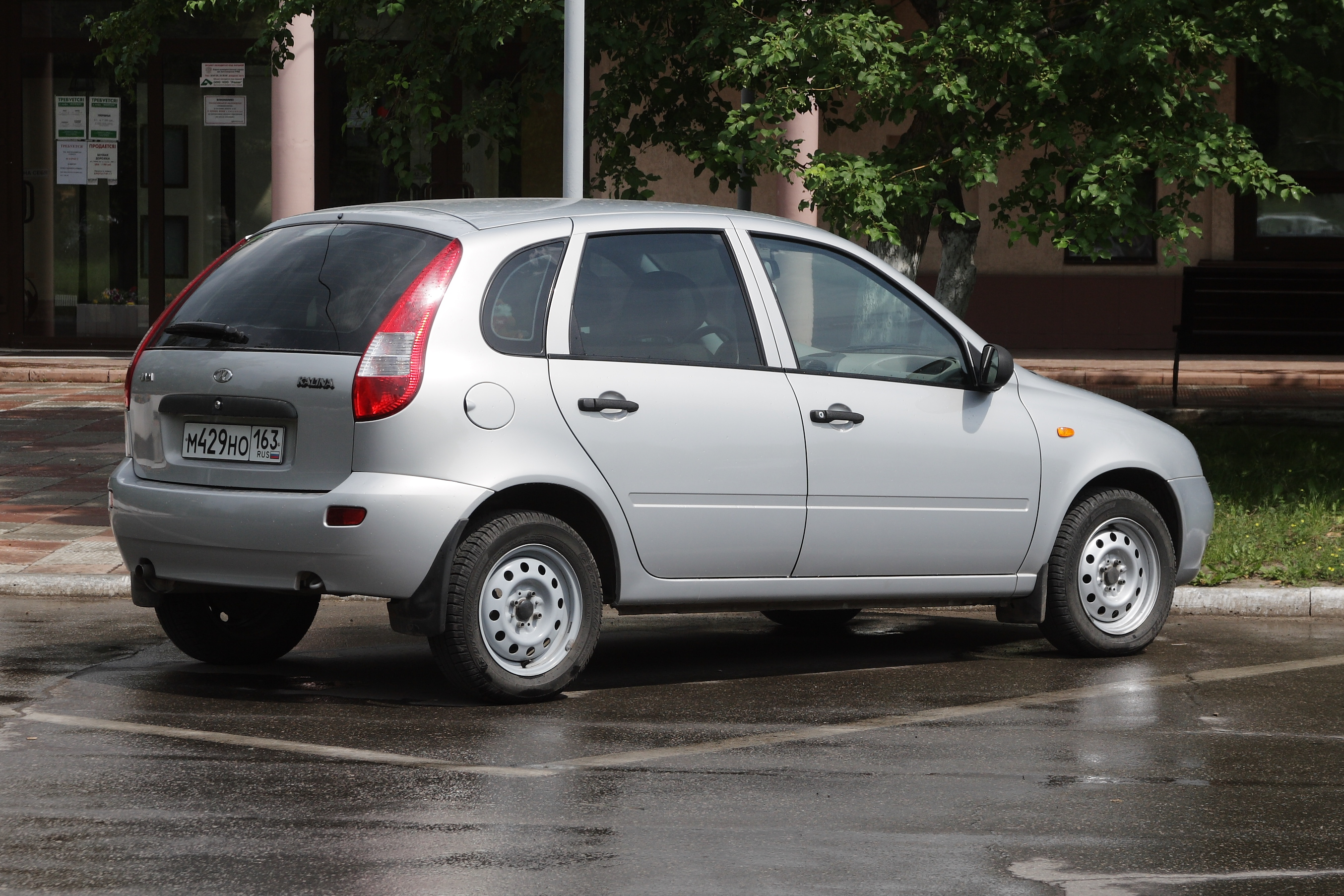
Kalina hatchback (1119)
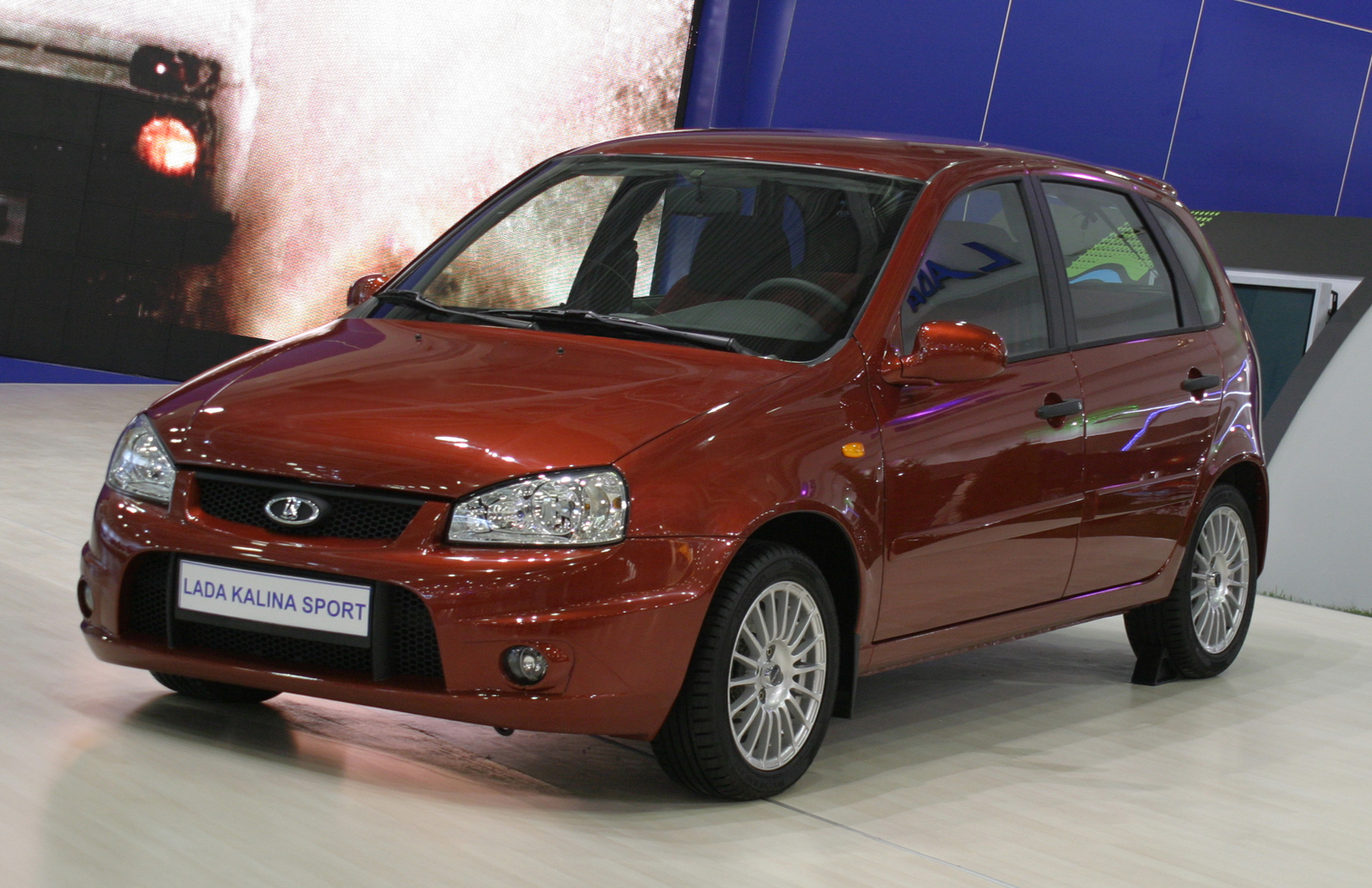
Kalina Sport

## Tweede generatie
In 2011 werd de productie van de 1118 (sedan) gestaakt. Deze werd vervangen door de op de Kalina gebaseerde Granta die wordt aangeboden als een apart model dat wat positionering en formaat betreft de 2100-reeks opvolgde.
Sinds medio 2013 werd het gefacelifte model Kalina II geproduceerd in 2 varianten: hatchback (VAZ 2192) en combi (VAZ 2194). Deze kon ook worden uitgerust met een viertraps automatische versnellingsbak. Op basis van de combi-versie was sinds september 2014 de Kalina Cross leverbaar, ten opzichte van de standaard combi had deze cross-overuitvoering 23 mm meer bodemvrijheid en een kunststof bodykit.

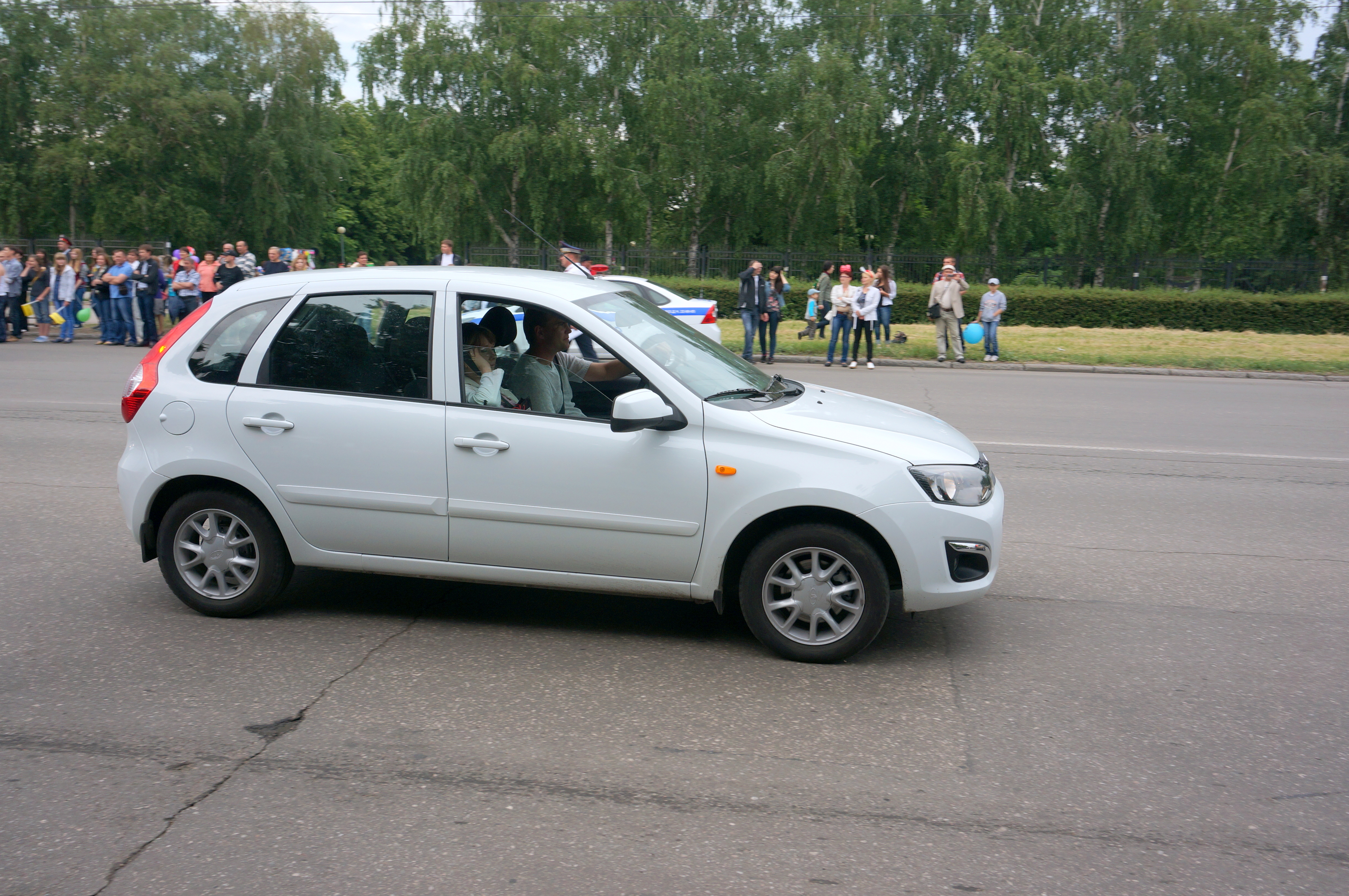
Kalina II hatchback (2192)
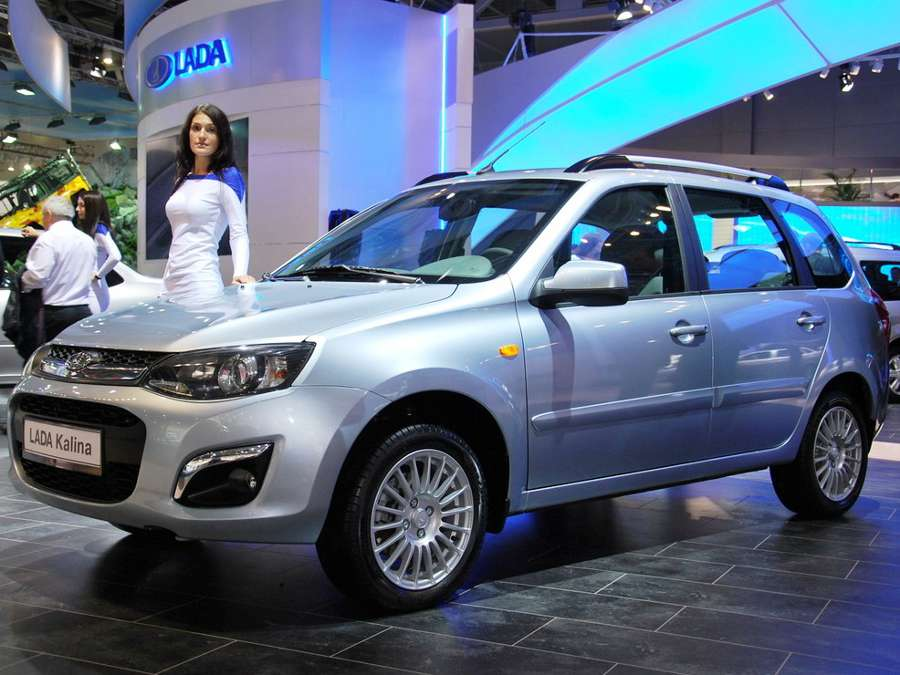
Kalina II combi (2194)
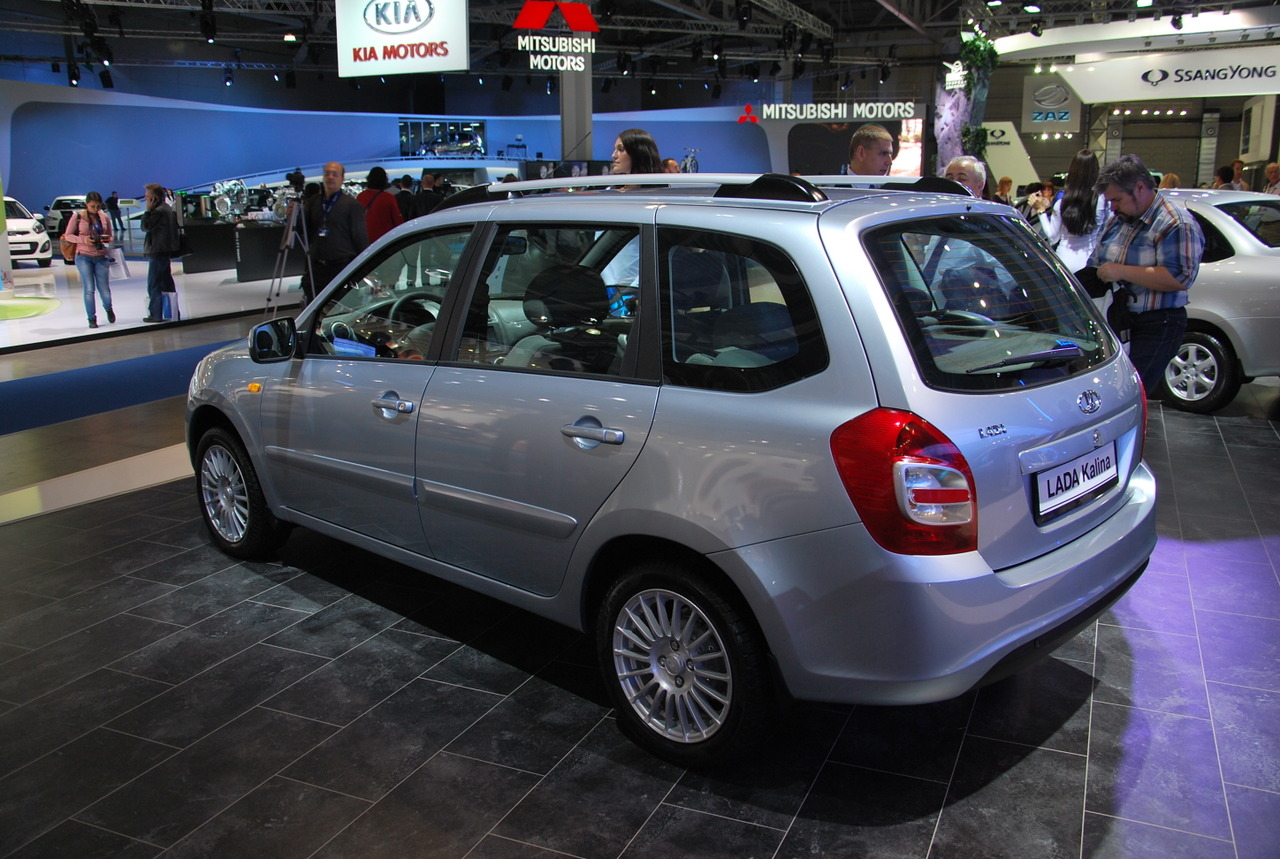
Kalina II combi (2194)
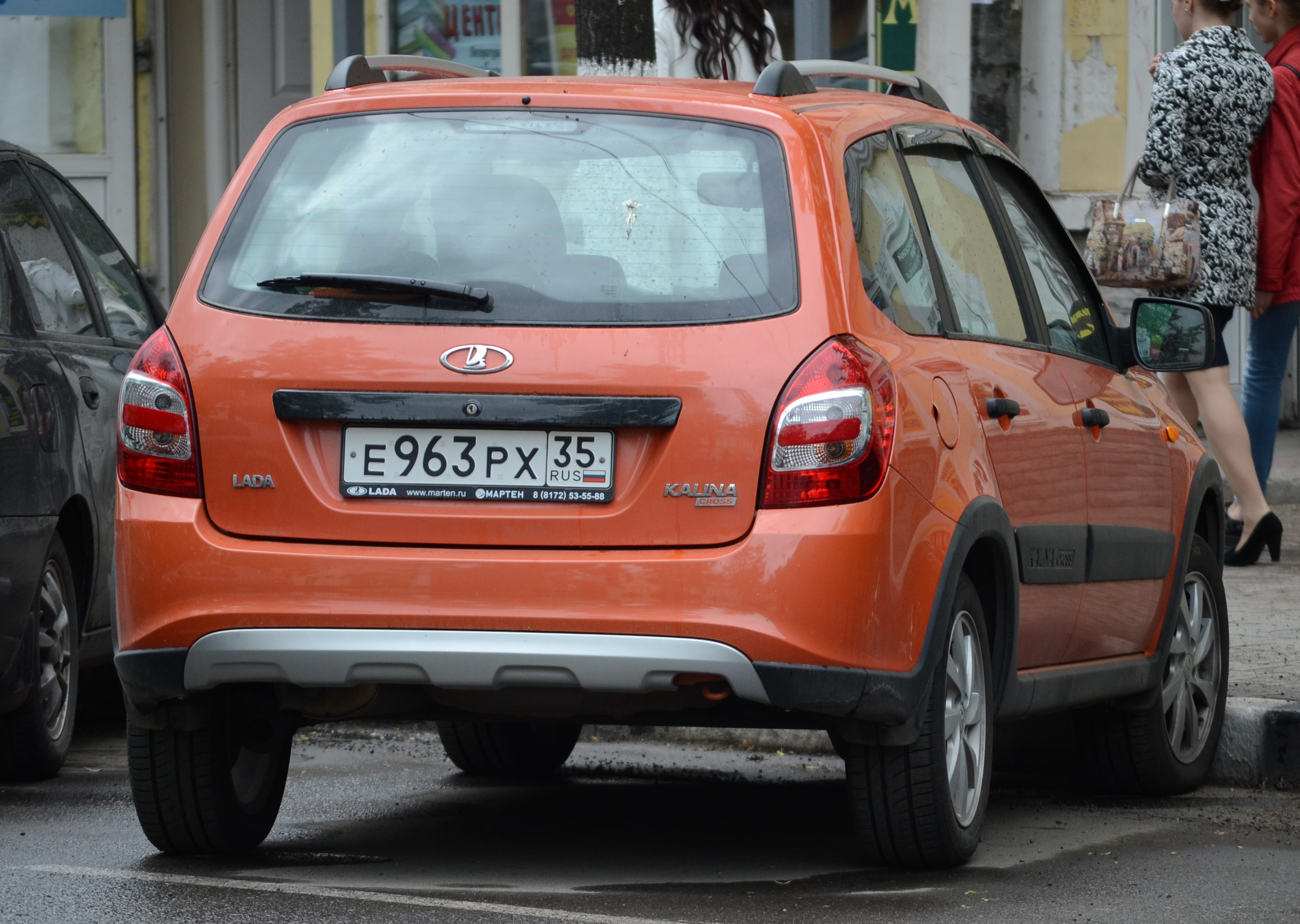
Kalina Cross (21946)

## Voortzetting als Granta
Op 14 augustus 2018 ging de serieproductie van de herziene Lada Granta van start. Met de facelift van de Granta kwam de Kalina-serie te vervallen en werden de hatchback en combi voortgezet als Granta. De Granta-modelreeks bestaat daarmee uit een sedan, een hatchback, een liftback en een combi.
Op 29 augustus 2018 werd de nieuwe Granta-serie officieel gepresenteerd tijdens de autosalon van Moskou. De bijgewerkte Granta's hebben een compleet nieuwe voorzijde in de stijl van de Vesta en de XRAY. Het dashboard van de gefacelifte Granta is overgenomen van de Kalina en enigszins aangepast.
Modellen in productie:
Granta · 
Largus · 
Vesta · 
XRAY · 
Niva

Modellen niet meer in productie:
1200 · 
1300 · 
1500 · 
1600 · 
2105 · 
2107 · 
2104 · 
Oka · 
Samara · 
110 · 
111 · 
112 · 
Nadezjda ·
Kalina ·
Priora